# Gringalet (cheval)
Pour les articles homonymes, voir Gringalet.
Gringalet est, dans les légendes arthuriennes, le cheval de Sir Gauvain. C'est un solide destrier reconnu partout dans le monde pour sa capacité à combattre. Il apparait dans de nombreux romans de langues différentes.

## Étymologie
Le traducteur savant Arthurien DDR Owen a suggéré que le nom français Gringalet est un dérivé de la langue galloise Gwyn Calet (blanc-rustique), ou ceincaled (beau-hardi). Il est également possible que ce nom ait un rapport avec le breton kein kalet, qui signifie « Échine dure ».

## Mentions

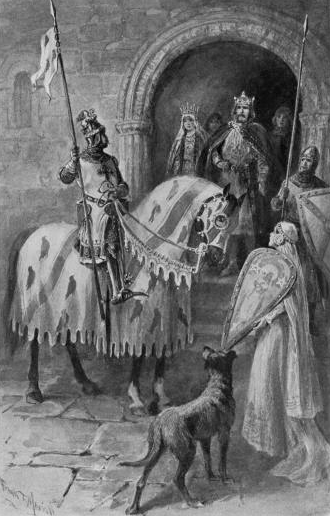
Sir Gauvain à cheval tenant une lance, par Frank T. Merrill en 1910

Gringalet apparait pour la première fois dans le poème de Chrétien de Troyes Érec et Énide. Il est emprunté par Keu lors d'une joute contre Erec, mais même Gringalet ne peut empêcher Keu de perdre cette joute.
Dans le cycle du Lancelot-Graal, Gauvain obtient sa victoire face aux guerriers saxons monté sur Gringalet. Une autre histoire de son acquisition apparait dans Parzival de Wolfram von Eschenbach, ce cheval y porte la marque qui atteste d'une provenance de l'écurie du château du Graal.
Dans le poème en moyen anglais Sire Gauvain et le chevalier vert , Gauvain chevauche Gringalet à la recherche de la Chapelle verte. Les lignes 600 à 604 du poème décrivent l'apparition de Gringalet et son harnachement en préparation du voyage.